# Răzvan Ochiroșii
Răzvan Iulian Ochiroșii (né le 13 mars 1989 à Galați) est un footballeur roumain qui joue pour le CD Guijuelo. Il joue au poste de milieu gauche.

## Biographie
Răzvan Ochiroșii joue en Roumanie et en Espagne.
Avec le club de l'AD Alcorcón, il joue 33 matchs en deuxième division espagnole, inscrivant un but.
Il participe aux compétitions européennes avec le club du Steaua Bucarest. Il joue à cet effet un match en Ligue des champions (un but), et six matchs en Ligue Europa (un but également).
Avec l'équipe de Roumanie espoirs, il dispute les éliminatoires du championnat d'Europe espoirs 2009 et 2011.

## Palmarès

### Club
| - Steaua Bucarest - Championnat de Roumanie : - Champion : 2005-06 - Vice-champion : 2006-07 et 2007-08 - Supercoupe de Roumanie : - Vainqueur : 2006 |  | - Oțelul Galați - Championnat de Roumanie : - Champion : 2010-11 |